# Predrag Stipanović
Predrag Stipanović Peđa (Osijek, 5. siječnja 1964.) hrvatski kontraadmiral, bivši zapovjednik HRM-a i vojni predstavnik RH pri NATO-u, te trenutačni pročelnik Vojnog ureda Kabineta za obranu i nacionalnu sigurnost predsjednika RH.

## Životopis
Kontraadmiral Stipanović rođen je 1964. godine u Osijeku. Podrijetlom je iz sela Blizna, općina Marina. Završio je Vojnu mornaričku akademiju u Splitu 1986. Za vrijeme raspada Jugoslavije i izbijanja rata napustio je Jugoslavensku ratnu mornaricu i dobrovoljno se pridružio hrvatskoj mornarici. Stipanović je služio u mornarici tijekom Domovinskog rata. Zapovjedio je raketnim brodom Šibenik kada je u listopadu 1994. ispalio protubrodsku raketu RBS-15 u vježbi " livena vatra " Posejdon 94 ", što je označilo uspješno uvođenje tog tipa rakete u hrvatsku ratnu mornaricu. Godine 1999. Stipanović je diplomirao na Zapovjedno-stožernoj školi "Blago Zadro" u Zagrebu, između 2002. i 2003. pohađao je američki mornarički ratni fakultet u Newportu, dok je 2007. diplomirao na Ratnoj školi "Ban Josip Jelačić" u Zagrebu. Između 2013. i 2015. obnašao je dužnost zamjenika zapovjednika HRM-a. U siječnju 2015. preuzeo je zapovjedništvo nad Hrvatskom ratnom mornaricom, postajući njezin 6. zapovjednik od osnutka. 

## Činovi[5]
1. 1992. - Poručnik fregate
2. 1994. - Poručnik bojnog broda
3. 1995. - Kapetan korvete
4. 2001. - Kapetan fregate
5. 2006. - Kapetan bojnog broda
6. 2013. - Komodor
7. 2016. - Kontraadmiral